# 다야나 멘도사
다야나 멘도사(Dayana Mendoza, 1986년 6월 1일 ~ )는 베네수엘라의 모델, 미인 대회 우승자이다. 2007년 미스 베네수엘라 우승자이며 2008년 미스 유니버스에서 베네수엘라 대표로 참가해 우승했다.

## 같이 보기
- 스테파니아 페르난데스
- 가브리엘라 이슬레르